# Mijelsonovski
Mijelsonovski (del ruso: Михельсоновский) es un jútor del raión de Guiaguínskaya de la república de Adiguesia, en Rusia. Está situado 21 km al sureste de Guiaguínskaya y 28 km al nordeste de Maikop, la capital de la república. Tenía 23 habitantes en 2010
Pertenece al municipio de Serguíyevskoye.